# 房州びわ
房州びわ（ぼうしゅうびわ）は、千葉県の南房総地域で栽培されているビワのブランド。みずみずしく、大粒であることが特徴。主に南房総市（旧：安房郡富浦町）・館山市・鋸南町などで生産されている。「房州びわ」の名称は、安房農業協同組合の申請により、2007年（平成19年）3月2日に地域団体商標に登録された。

## 概要
| 市町村名 | 結果樹面積 （ha） | 収穫量 （トン） | 出荷量 （トン） | 出荷量の割合 （%） |
| -------- | ----------------- | --------------- | --------------- | ------------------ |
| 南房総市 | 146               | 424             | 389             | 86                 |
| 館山市   | 18                | 53              | 48              | 11                 |
| 鋸南町   | 5                 | 13              | 12              | 3                  |
| 計       | 169               | 490             | 449             | 100                |

房総半島でのビワ栽培開始は宝暦元年（1751年）とされ、江戸時代中期に江戸の市場に出荷された記録も残っている。千葉県内の2006年（平成18年）の結果樹面積は169ヘクタールであり、うち南房総市は146ヘクタールで県全体の86%を占めている。収穫期はハウスびわが5月、露地びわが6月となっている。
びわの主産地である南房総市（旧・富浦町）が出資して作った第三セクター「枇杷倶楽部」では、収穫期間の短いビワを年間楽しめるように、ビワの加工品の販売にも力を入れている。「房州びわゼリー」を始め、「びわ缶詰」、「びわジャム」、「びわアイス」、「びわシャンプー」など30種類以上のびわ関連商品が開発されている。

### 皇室献上品
皇室献上は、1909年（明治42年）6月20日に安房郡富浦町南無谷（現・南房総市富浦町南無谷）の木村兼吉（きむらかねきち）によって始められ、以来第二次世界大戦中の一時期を除き、今日まで続けられている。2014年には献上100回目を迎えた。

## おもな品種
- 大房（おおふさ）
  - 露地栽培。収穫期は5月下旬から6月上旬。露地栽培における結果樹面積に占める割合は66%。1果70から80 gと大果で、酸味が少ない。農林水産省育成、1942年（昭和17年）発表。
- 田中（たなか）
  - 露地栽培。収穫期は6月中旬から6月下旬。露地栽培における結果樹面積に占める割合は29%。1果65から75 gと大果で、外観が美しい。以前は房州びわを代表する品種だった[5]。東京府在住の田中芳男により育成され、1879年（明治12年）発表[5]。
- 富房（とみふさ）
  - ハウス（温室）栽培。収穫・出荷時期はおおむね4月上旬から5月下旬。ハウス栽培における面積割合は60%。1果70グラムと大果で、酸味が少なく、外観が美しい。施設栽培に適した品種。千葉県暖地園芸試験場の育成品種で、1989年（平成元年）に品種登録[5]。
- 瑞穂（みずほ）
  - ハウス（温室）栽培。収穫・出荷時期はおおむね4月上旬〜5月下旬。ハウス栽培における面積割合は20%。1果75から85 gと極大果で、果肉は柔らかく、食味がよい。農林省園芸試験場で育成され、1936年（昭和11年）発表[5]。
- 房光（ふさひかり）
  - 瑞穂と田中の交雑種。千葉県暖地園芸試験場の育成品種で、1982年（昭和57年）に品種登録[5]。
- 希房（きぼう）
  - 世界初の種子なしビワ[6]。2006年2月27日に品種登録、2010年5月現在の栽培面積は約6アール[6]。